# Sungai Abu
Sungai Abu is een bestuurslaag in het regentschap Kerinci van de provincie Jambi, Indonesië. Sungai Abu telt 1925 inwoners (volkstelling 2010).